# Giro d'Italia de 1962
Giro d'Italia 1962 foi a quadragésima quinta edição da prova ciclística Giro d'Italia (Corsa Rosa), realizada entre os dias 19 de maio e 9 de junho de 1962.
A competição foi realizada em 21 etapas com um total de 4.180 km.
O vencedor foi o ciclista italiano Franco Balmamion. Largaram 130 competidores, cruzaram a linha de chegada 47 corredores.